# Kanton Vertus-Plaine Champenoise
Kanton Vertus-Plaine Champenoise (fr. Canton de Vertus-Plaine Champenoise) je francouzský kanton v departementu Marne v regionu Grand Est. Tvoří ho 63 obcí. Kanton vznikl v roce 2015.

## Obce kantonu
| - Allemanche-Launay-et-Soyer - Anglure - Angluzelles-et-Courcelles - Athis - Bagneux - Bannes - Baudement - Bergeres-les-Vertus - Broussy-le-Grand - La Celle-sous-Chantemerle - Chaintrix-Bierges - Chaltrait - La Chapelle-Lasson - Clamanges - Clesles - Conflans-sur-Seine - Connantray-Vaurefroy - Connantre - Corroy - Courcemain - Écury-le-Repos | - Esclavolles-Lurey - Étréchy - Euvy - Faux-Fresnay - Fère-Champenoise - Germinon - Gionges - Givry-les-Loisy - Gourgançon - Granges-sur-Aube - Loisy-en-Brie - Marcilly-sur-Seine - Marigny - Marsangis - Le Mesnil-sur-Oger - Moslins - Oger - Ognes - Pierre-Morains - Pleurs - Pocancy | - Potangis - Rouffy - Saint-Just-Sauvage - Saint-Mard-les-Rouffy - Saint-Quentin-le-Verger - Saint-Saturnin - Saron-sur-Aube - Soulieres - Thaas - Trécon - Val-des-Marais - Vélye - Vert-Toulon - Vertus - Villeneuve-Renneville-Chevigny - Villers-aux-Bois - Villeseneux - Villiers-aux-Corneilles - Voipreux - Vouarces - Vouzy |